# Núria Pi-Sunyer i Cuberta
Núria Pi-Sunyer i Cuberta (Barcelona, 2 d'octubre de 1923 - Barcelona, 23 de juny de 2011) fou una escriptora catalana i professora de literatura anglesa. Exiliada als catorze anys, fou testimoni de la segona generació d'expatriats republicans, en un periple vital de més de quaranta anys per França, Anglaterra, els Estats Units i Veneçuela.

## Biografia i context familiar
Nascuda a Barcelona el 1923 era la tercera filla del polític i escriptor Carles Pi i Sunyer i de Carme Cuberta i Aroles. Els seus germans eren Josep, Carolina i els bessons Oriol i Carles (mort pocs dies després de néixer). El pare, enginyer i docent, procedia d'una nissaga de metges. La mare era filla de propietaris rurals de La Jonquera, tenia tres germanes i va rebre una selecta educació en col·legis de monges franceses. Va conèixer Pi i Sunyer a Roses, d'on ambdues famílies eren originàries i es van casar el gener de 1913.
Traslladats a Barcelona, Núria Pi-Sunyer va estudiar a la Mútua Escolar Blanquerna, fundada el 1924 pel pedagog Alexandre Galí, amb el suport econòmic d'alguns pares disposats a tirar endavant el racionalisme i el mètode Montessori, en un moment que la incipient dictadura de Primo de Rivera havia prohibit l'ensenyament en català. Va viure una infància feliç en el si d'una família benestant, gaudint dels estius familiars amb els avis i oncles a Roses, jugant i navegant per la zona costera amb cosins i amics.
Les discrepàncies polítiques de Carles Pi i Sunyer amb les autoritats de l'època van provocar que perdés la feina en diverses ocasions; no obstant, amb l'adveniment de la Segona República, sortí elegit diputat per Barcelona i va iniciar una imparable carrera política. El 1932 ingressà oficialment a l'Esquerra Republicana i es feu càrrec de la conselleria de Finances de la Generalitat de Catalunya. El 1933 fou durant dos mesos ministre de treball del govern espanyol de Martínez Barrio. L'1 de febrer de 1934 fou elegit alcalde de Barcelona fins que fou empresonat al vaixell Uruguay pel fets d'octubre. Aquella situació causà un gran daltabaix a la família. La mare, l'oncle August Pi i Sunyer, i Pere Grases, secretari particular de Carles Pi i Sunyer, es van encarregar de la logística i les gestions amb els advocats. Els fills recordaven les constants anades i vingudes amb llanxa al vaixell presó, fins que el pare va aconseguir la llibertat condicional el 1935. El febrer de 1936, amb el triomf del Front d'Esquerres, fou reintegrat amb tots els honors al seu càrrec d'alcalde de Barcelona.

## La Guerra Civil
L'esclat de la Guerra Civil sorprengué Núria Pi-Sunyer i els seus germans de vacances a la Jonquera i aquella estada es perllongà catorze mesos. Tornà a Barcelona a l'octubre de 1937 per reprendre els estudis a l'escola Blanquerna. El seu pare havia passat d'alcalde Barcelona a conseller de Cultura de la Generalitat; portaven escorta personal i el domicili familiar s'havia convertit en una petita caserna. L'acostament del front de guerra, els bombardejos, i la presa d'hostatges entre els familiars de dirigents republicans a les zones ocupades, va precipitar l'evacuació de gran part de l'extensa família paterna i materna. El 6 d'abril de 1938 van emprendre el camí de l'exili, deixant a Catalunya el pare i el germà gran mobilitzat.

## L'Exili
A Cervera de la Marenda van coincidir amb Carme Ballester i Antònia Macià, esposes de Companys i Tarradelles, i amb altres personalitats rellevants. La primera etapa la van passar a Tolosa de Llenguadoc, després es van dirigir a Seta i finalment a París, on ja vivia el seu oncle, l'advocat Josep Maria Pi i Sunyer. Per mediació de Ventura Gassol, Núria Pi-Sunyer es va poder inscriure als Cours secondaires des jeunes filles de Neuilly.
La caiguda de Barcelona el 26 de gener de 1939 va anticipar la derrota del bàndol republicà, tot i que la guerra encara es va perllongar uns mesos. El 5 de febrer de 1939 els governs de Catalunya i del País Basc van passar la frontera, com a preludi de l'èxode massiu de republicans que els següents mesos van creuar els Pirineus en condicions extremes, acabant en camps de refugiats o integrats en batallons de treballadors.
Reunida la família Pi i Sunyer a París, davant de les incerteses i perills que s'intuïen a França, a mitjans d'abril de 1939 gràcies a les gestions del diplomàtic Ralph Stevenson, van aconseguir el permís per entrar a Anglaterra. A Londres van contactar amb catalans ja establerts, com ara Josep Maria Batista i Roca, el Dr.Josep Trueta, i Ramón Parera Comorera, que els van ajudar a instal·lar-s'hi. Per tal que aprengués de pressa l'idioma, Núria Pi-Sunyer fou internada al Holy Child Jesus, un pensionat de monges catòliques irlandeses a Blackpool, al nord-oest d'Anglaterra
El primer de setembre de 1939 Alemanya va envair Polònia i el dia 3 Anglaterra anuncià la declaració de guerra. Començaren les mobilitzacions, les privacions i els patiments per a la població civil. Durant el curs 1940-41 Núria Pi-Sunyer va tornar a Londres i es va inscriure a la Henrietta Barnett School, una escola reconeguda per la seva qualitat pedagògica.
Durant aquells anys, el seu pare col·laborava amb el servei llatinoamericà de notícies de la BBC. Després de l'afusellament de Lluís Companys, fou elegit president del Consell Nacional de Catalunya i aquell mateix any es fundà el Casal Català de Londres.
El 1942 en plena guerra, la Universitat de Birmingham va organitzar un curs preparatori per a estudiants refugiats, i malgrat que ella encara no tenia l'edat, ni els estudis reglats, va aconseguir passar la prova de nivell i hi fou admesa. També va treballar com a mecanògrafa per a la BBC.
El 1944 l'èxit del desembarcament de Normandia retornà l'esperança de la victòria aliada, fet que quedà enfosquit per l'horror de la descoberta dels camps de concentració nazis, i el llançament de les dues bombes atòmiques sobre el Japó.
Una de les característiques de la immediata postguerra fou l'ànsia de les famílies per retrobar-se. Van arribar a Londres el seu oncle Josep Maria Pi i Sunyer i altres familiars dispersos per Europa i Amèrica. Ella va viatjar a París, i el 1946 va assistir a Praga al Congrés de la Unió Internacional d'Estudiants, com a representant dels joves exiliats a Anglaterra; pels exiliats de França hi va anar Heribert Barrera, i Joan Sansa Caminal, de la Seu d'Urgell, hi va assistir -amb nom fals- com a representant dels catalans. Bascos i catalans van patir el veto de la Unión Federal de Estudiantes Hispanos, de tendència comunista, que pretenien que s'integressin a la identitat espanyola, vetant-los-hi d'explicar la persecució soferta per les llengües catalana i basca. Malgrat tot, el Congrés va ser positiu i en acabar, Núria Pi-Sunyer va esdevenir oficialment militant d'Esquerra Republicana.
El 1947 fou dama d'honor dels Jocs Florals a l'exili, que es van celebrar a Westminster, on participà Mercè Rodoreda, exiliada a França, que guanyà la seva primera Flor Natural.
Aprofitant que la seva germana Carolina era a Nova York, Núria Pi-Sunyer va pensar que seria una bona opció acabar els estudis als Estats Units, i es va matricular de literatura anglesa al Skidmore College de Saratoga Springs. Un cop acabada la carrera, va tornar a Londres, i l'any 1952 aconseguí la nacionalitat britànica.
L'esperança que havia generat la promesa del Partit Laborista d'ajudar Espanya a recuperar la democràcia, va resultar fictícia. Franco era l'únic lider feixista al poder, però les tensions amb el bloc comunista i la guerra freda van demostrar que les grans potències no tenien cap intenció de pressionar-lo per convocar eleccions lliures. Aquesta realitat va provocar la segona onada migratòria de republicans, buscant una nova vida més enllà de la vella Europa destruïda. La família Pi i Sunyer es traslladà a Veneçuela, on els esperava l'oncle August, el fidel secretari Pere Grases i un important grup d'intel·lectuals i amics.
Instal·lats a la zona de la Parroquia de San Bernardino de Caracas, el seu pare treballà per al Ministeri de Foment i continuà amb la seva tasca històrica i literària. Ella va ser professora de literatura anglesa al IPC-Instituto Pedagógico de Caracas, i també va treballar com a traductora. El 1956 es casà amb el Dr. Rossend Carrasco i Formiguera, deixeble del seu oncle, i un eminent especialista en el tractament de la diabetis, pioner en l'ús de la insulina i catedràtic de la Universitat Central de Veneçuela.
El 1964, amb el marit i els pares es va traslladar a la zona residencial de Campo Alegre. Havien aconseguit una bona estabilitat econòmica i van viatjar a Mèxic, Estats Units i al sud de França, per retrobar la família i nombrosos amics, entre els quals hi havia el mestre Pau Casals.
El seu pare morí el 15 de març del 1971 i fou homenatjat al Centre Català, però no fou fins a l'any 1980 que la família pogué traslladar-ne les despulles a Barcelona, on foren rebudes amb tots els honors al Saló de Cent de L'Ajuntament i posteriorment enterrades a Roses.

## El retorn
Després de més de quaranta anys d'exili, Núria Pi-Sunyer es va instal·lar definitivament a Barcelona. El 1986 fou membre fundadora i patrona, juntament amb els seus germans, Carolina i Oriol, de la Fundació Carles Pi i Sunyer, dedicada als estudis autonòmics i locals, i a la investigació de l'exili català. També va recopilar les memòries del seu pare, en una col·lecció de quatre volums.
Rossend Carrasco i Formiguera, el seu marit, havia tornat a Catalunya quan es va jubilar i fou nomenat Professor Honorari de la Universitat de Barcelona. Va morir el 1990. El 1989 s'havia creat la Fundació per a la diabetis Rossend Carrasco i Formiguera, de la qual ella fou presidenta.
El 2006 publicà el llibre L'Exili manllevat, un extens repàs de la seva vida d'expatriada, tenint com a referent les profundes arrels deixades a Catalunya, que tant ella, com tots els membres de la seva família, van intentar preservar per sobreviure emocionalment a l'absència.
Núria Pi-Sunyer, va morir a Barcelona el 2011 als 87 anys.